# Сандер Деккер
Сандер Деккер (нід. Sander Dekker, нар. 9 лютого 1975, Гаага) — нідерландський політик, Міністр правового захисту в Третьому кабінеті міністрів Рутте з 26 жовтня 2017 року. Член Народної партії за свободу та демократію (VVD), раніше працював державним секретарем з питань освіти, культури та науки у Другому Кабінеті Міністрів Рутте (2012—2017).

## Життєпис

### Раннє життя
Деккер народився в Гаазі, ходив до початкової та середньої школи в Зутермері. Вивчав державне управління в Лейденському університеті (1993—1999).

### Політика
Деккер працював державним секретарем у Міністерстві освіти, культури та науки у Другому кабінеті Рутте, займаючись питаннями вищої освіти, науки та знань, викладачів та культури, з 5 листопада 2012 по 26 жовтня 2017 р. 2006—2012 — служив олдерменом в Гаазі, відповідав за освіту, молодь та спорт до 2010 року та фінанси до 2012 року.
У липні 2015 року Деккер подав Генеральним штатам пропозицію змінити два аспекти закону про свободу освіти:
1. Не вимагати викладання в нових школах ідеологічних дисциплін, таких як релігія. Нові школи можуть базуватися на ідеї хорошої освіти, наприклад, ІТ-освіта, екологічні науки або інша інноваційна концепція, доки до такої системи є достатній інтерес суспільства.
2. Ввести більш суворий контроль якості освіти. Свобода освіти не повинна бути дозволом на погану освіту.

З 26 жовтня 2017 року Сандер є Міністром правового захисту, відповідальним за політику конфіденційності, молодіжне правосуддя, авторське право та попередження.